# Dordogne limousine
Die Dordogne limousine ist eine traditionsreiche französische Landschaft am Südostrand des Départements Corrèze. Sie liegt im historischen Limousin und ist Teil der Region Nouvelle-Aquitaine.

## Geographie

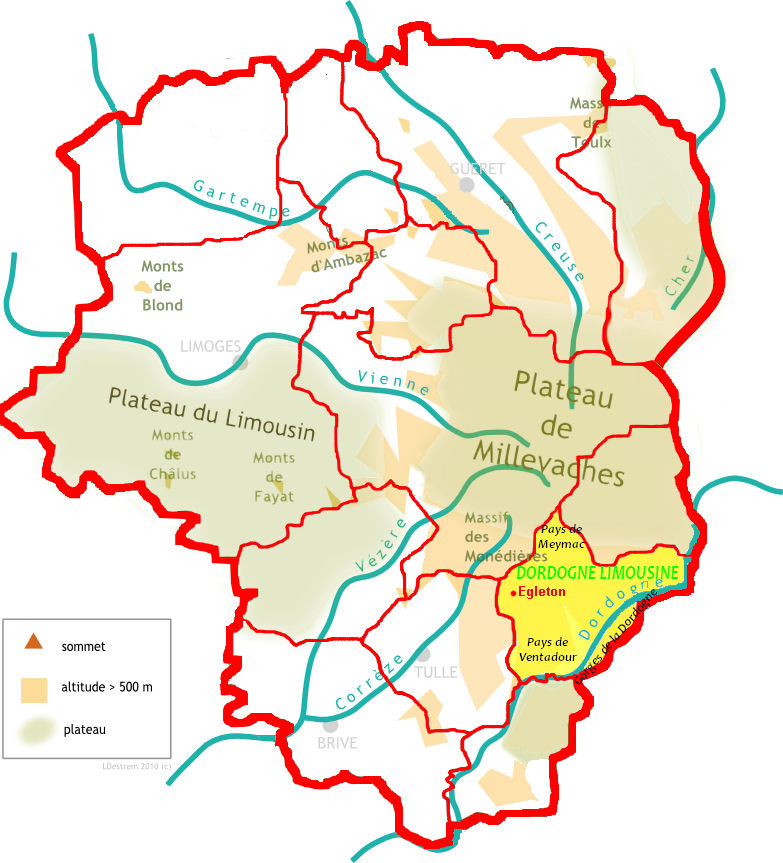
Lagekarte der Dordogne limousine (in Gelb) im Limousin

Die Dordogne limousine, Deutsch als Dordogne mit Limousincharakter zu übersetzen, liegt mit ihrem Schwerpunkt im Pays de Ventadour etwas östlich der Stadt Égletons.
Die Landschaft wird von folgenden Naturräumen umgeben:
- dem Massif des Monédières und dem Pays d’Ussel im Norden
- der Artense und dem Mauriacois im Osten
- der Xaintrie im Süden
- dem Pays de Tulle im Westen.

Sie wird ihrerseits in folgende Landschaften weiter unterteilt:
- die Gorges de la Dordogne
- das Pays de Bort
- das Pays de Meymac
- das Pays de Neuvic
- das Pays de Ventadour

Verwaltungsmäßig erstreckt sich die Dordogne limousine über die Gemeindeverbände Communauté de communes de Ventadour-Égletons-Monédières und Communauté de communes Xaintrie Val’Dordogne.
Geomorphologisch bildet die Dordogne limousine eine eingeebnete Rumpffläche am Ostabhang des Plateau de Millevaches mit Höhen zwischen 500 und 700 Meter, in welche sich die Dordogne mit ihren rechtsseitigen Nebenflüssen schluchtartig eingeschnitten hat. Die Höhendifferenz beträgt gut 250 Meter.

## Hydrographie

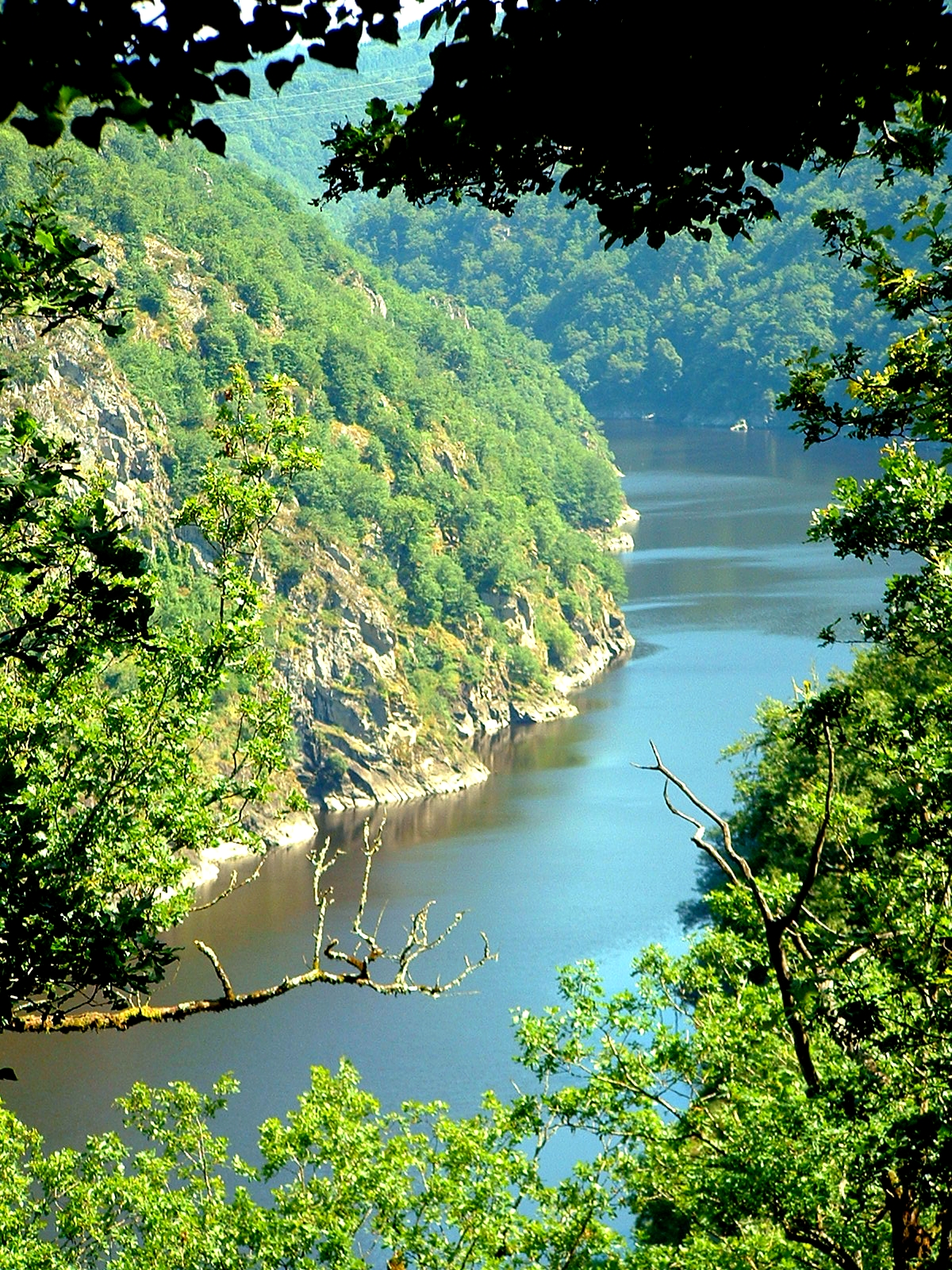
Die Schluchten der Dordogne

Die Dordogne limousine ist nach der Dordogne benannt worden, welche entlang ihrer Südostgrenze generell nach Südwesten in Richtung Aquitanisches Becken abfließt. Mehrere rechtsseitige, von Nord nach Süd entwässernde Nebenflüsse der Dordogne durchziehen teils schluchtartig die alte Rumpffläche, darunter (von Nordost nach Südwest geordnet) Diège, Triouzoune, Vianon, Luzège, Sombre und Doustre.

## Geologie
Geologisch gehört die Dordogne limousine vollständig zum kristallinen Grundgebirge des westlichen Massif Central. Anstehend sind Glimmerschiefer, Paragneise, Leukogranite und andere Granitoide sowie Vulkanite und assoziierte Sedimente.
Das Terran kann in zwei strukturell vollkommen unterschiedliche Abschnitte gegliedert werden. Im Westen bildet es Teil des Massif de Millevaches – eine 150 Kilometer lange, Nord-Süd-orientierte, parautochthone Grundgebirgsaufwölbung. Von dessen Ostseite ist die Untere Gneisdecke anhand der Ambrugeat-Störung abgeglitten und bildet den Ostteil des Terrans. Das Massif de Millevaches wird in der Dordogne limousine als Chaîne corrèzienne bezeichnet und baut sich an seinen beiden Rändern aus Glimmerschiefern der Parautochthonen Glimmerschiefereinheit auf, der Zentralteil wird jedoch von 335 bis 330 Millionen Jahre alten Leukograniten des Viséums gebildet. Égletons selbst liegt auf einem stark eingeregelten, porphyrischen Granit – dem Égletons-Granit. Die Untere Gneisdecke besteht überwiegend aus amphibolitfaziellen, plagioklashaltigen Paragneisen und Migmatiten.
Am äußersten Nordostrand der Dordogne limousine streicht gerade noch in Nordnordost-Richtung der Sillon houiller vorbei – eine riesige, den Westabschnitt des Zentralmassivs begrenzende Bruchzone, die im Oberkarbon unter gleichzeitigen Seitenverschiebungen einbrach und teils als kleine, schmale Kohlebecken ausgebildet ist, wie hier das 16 Kilometer lange und 3 Kilometer breite Kohlebecken von Champagnac-Ydes. Östlich des schmalen Kohlebeckens erscheinen dann kurz vor Bort-les-Orgues erneut Gneise der Unteren Gneisdecke. Eine Besonderheit stellt ein 2,5 Kilometer langer Phonolithfluss am Nordende des Kohlebeckens dar (Orgues de Bort), der oligozänen Sedimenten aufliegt. Er gehört zum riesigen Stratovulkan des Cantal. Neben dem Phonolith sind kleine miozäne Basaltkuppen zu erwähnen wie bei Marèges und Sérandon – Überbleibsel des initialen basaltischen Vulkanismus am Cantal.

## Wirtschaft
Ökonomisch sind in der Dordogne limousine die drei Sparten Landwirtschaft (mit Rinderzucht), Forstwirtschaft und Handwerk von Bedeutung.